# John Augustus Lloyd
John Augustus Lloyd (* 1. Mai 1800 in London; † 10. Oktober 1854 am Alma (Fluss)) war ein  britischer Diplomat und Bauingenieur.

## Leben
John Augustus Lloyd war der jüngste Sohn von John Lloyd. Er entstammt einer ursprünglich walisische Familie, die sich in Lynn Norfolk angesiedelt hatte.
John Augustus Lloyd studierte in Tooting und Winchester. 1815 begleitete er seinen älteren Bruder Charles Lloyd, der Gesandtschaftsrat auf Tortola und später Generalstaatsanwalt auf Dominica war. Er widmete sich der Vermessung,  lernte die Spanische Sprache und die Französische Sprache.
Er ließ sich als Pionier (Militär) von Simón Bolívar in Kolumbien anwerben und erreichte den Rang eines Oberstleutnants.
Von 1927 bis 1928 erstellte er, mit Zustimmung von Simón Bolívar, eine Projektstudie zu einer Wasserstraße zwischen Atlantik und Pazifik, am Isthmus bei Panama.
1830 wurde er Mitglied der Royal Society. Von 1830 bis 1831 gehörte er einem Gremium aus Admiralität (Vereinigtes Königreich) und Royal Society, welche das Gefälle der Themse östlich der London Bridge bestimmte.
Von 1831 bis 1849 leitete er das öffentliche Bauwesen auf Mauritius.
1849 wurde er Mitglied der Institution of Civil Engineers und Beratender Ingenieur.
1851 war er Beauftragter für die Darstellung von Herstellungsweisen und Industrieprodukten auf der Great Exhibition.
Unter Victoria (Vereinigtes Königreich) nahm die britische Regierung Beziehungen zur Peruanisch-Bolivianischen Konföderation auf
die britischen Geschäftsträger residierten in der Hauptstadt Tacna. Lloyd war ab 1851 Geschäftsträger in Tacna, zu seinem Amtsbezirk als Generalkonsul gehörte Bolivien. Laut seinem Nachruf wurde er zwar Tacna aus gesundheitlichen Gründen abberufen, allerdings bald darauf mit militärischer Aufklärung Krimkrieg mit Bestallung im Foreign Office betraut, wo ihn die Cholera ereilte.

## Bolivia does not exist
Das Herauslösen von Bolivien (Oberperu) aus der Peruanisch-Bolivianischen Konföderation wurde zu Lebzeiten von Victoria (Vereinigtes Königreich) von der britischen Diplomatie und Kartografie ignoriert. Erst Eduard VII. ernannte 1901 William Nelthorpe Beauclerk, Minister Resident und Generalkonsul in Lima und Quito konsekutiv auch zum Repräsentanten in La Paz.
Der US-Bürger James Cunningham vertrat das britische Handelshauses J. Hegan & Company und investierte auf den Rat von Manuel Isidoro Belzu in die Zinnminen von Coro Coro. Als Beluzu nordamerikanische und europäische Handelshäuser per Dekret schließen ließ und ein Zinnlieferabkommen stornierte, reklamierte James Cunningham beim Präfekten von La Paz, Francisco Belzu, einem Bruder von Manuel Isidoro Belzu um eine Entschädigung für seine Investition zu erhalten, worauf er verprügelt und aus Bolivien ausgewiesen wurde. Die Regierung Manuel Isidoro Belzu bot keinen ausreichenden Investitionsschutz für britisches Kapital. In der Folge wurden von der britischen Regierung Experten zu den Optionen der Kanonenbootpolitik befragt. John Moresby stellte fest, dass Bolivien zu dieser Zeit mit Cobija (Chile) einen unbedeutenden Hafen am Pazifik besitzen würde, dass dagegen der wesentliche Handel Boliviens über Arica, in Peru abgewickelt wurde. Auch der frühere Gesandte in Tacna Peruanisch-Bolivianische Konföderation Frederick Wright-Bruce riet von einer Seeblockade ab, zumal es sich bei Cobija (Chile) um einen natürlichen Hafen ohne Infrastruktur und Anbindung an das Hinterland handelte.

## La Leyenda Negra
George Earl Church erhielt 1869 von José Mariano Melgarejo die Konzession zum Bau der Madeira-Mamoré-Eisenbahn-Strecke, welche den bolivianischen Teil des Einzugsgebietes des Rio Madeira zum Atlantik erschloss. Für das Projekt wurden Aktien zum Preis von 1.700.000 Pfund Sterling verkauft, bevor das Projekt 1870 und 1878 scheiterte. Church gilt als Urheber einer Version der schwarzen Legende, die auf der Nichtanerkennung von Bolivien durch Victoria (Vereinigtes Königreich) basiert, deren kindgerechte Version Eduardo Galeano in Die offenen Adern Lateinamerikas auf Seite 170 f. kolportierte.

## Veröffentlichungen
- Account of Levellings Carried across the Isthmus of Panama, to Ascertain the Relative Height of the Pacific Ocean at Panama and of the Atlantic at the Mouth of the River Chagres; Accompanied by Geographical and Topographical Notices of the Isthmus[10]